# Javorník (okres Jeseník)
Javorník (Duits: Jauernig) is een Silezische stad in de Tsjechische regio Olomouc, en maakt deel uit van het district Jeseník. Javorník telt 2604 inwoners (2023).

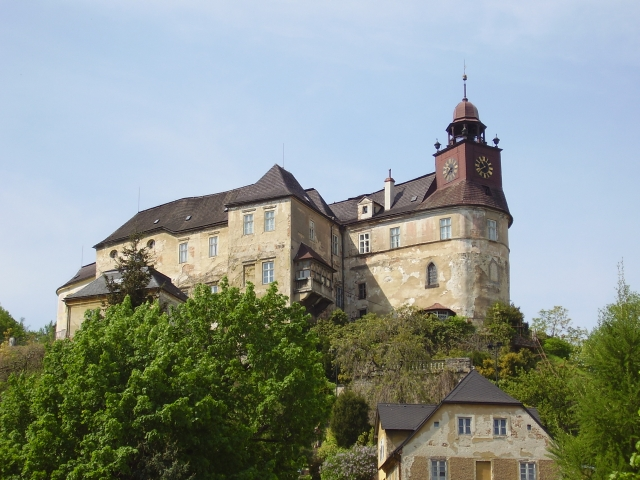
Slot Johannesberg (tegenwoordig Jánský Vrch)

Het bekendste bouwwerk van is het 13e-eeuwse slot Johannesberg, dat tot 1945 de zomerresidentie was van de bisschop van Breslau (tegenwoordig Wrocław). Jauernig was tot 1945 een plaats met een overwegend Duitstalige bevolking. Na de Tweede Wereldoorlog werd de Duitstalige bevolking verdreven, waarbij het slot als interneringskamp voor Duitse vrouwen werd gebruikt voor zij naar Duitsland werden gedeporteerd.

## Geschiedenis
- 1290 – De eerste schriftelijke vermelding van Javorník als Jawirnik.
- 6 juli 1945 – De laatste Duitse bisschop van Breslau, Adolf Bertram, overlijdt in het slot Jánský Vrch in Javorník.
- 1948 – Het slot Jánský Vrch wordt door de Tsjechoslowaakse staat in beslag genomen.
- 1996 – De stad Javorník wordt administratief overgeheveld van het district Šumperk naar het nieuw gevormde district Jeseník.[1]

Bělá pod Pradědem ·
Bernartice ·
Bílá Voda ·
Černá Voda ·
Česká Ves ·
Hradec-Nová Ves ·
Javorník ·
Jeseník ·
Kobylá nad Vidnavkou ·
Lipová-lázně ·
Mikulovice ·
Ostružná ·
Písečná ·
Skorošice ·
Stará Červená Voda ·
Supíkovice ·
Uhelná ·
Vápenná ·
Velká Kraš ·
Velké Kunětice ·
Vidnava ·
Vlčice ·
Zlaté Hory ·
Žulová